# Octopus nanus
Octopus nanus är en bläckfiskart som beskrevs av Adam 1973. Octopus nanus ingår i släktet Octopus och familjen Octopodidae. Inga underarter finns listade i Catalogue of Life.